# Hornborgasjön
Hornborgasjön ist einer der bekanntesten Vogelseen Schwedens. Er liegt in der schwedischen Provinz Västergötland etwa 15 Kilometer südöstlich der Stadt Skara und ist eines der schwedischen Ramsargebiete. 

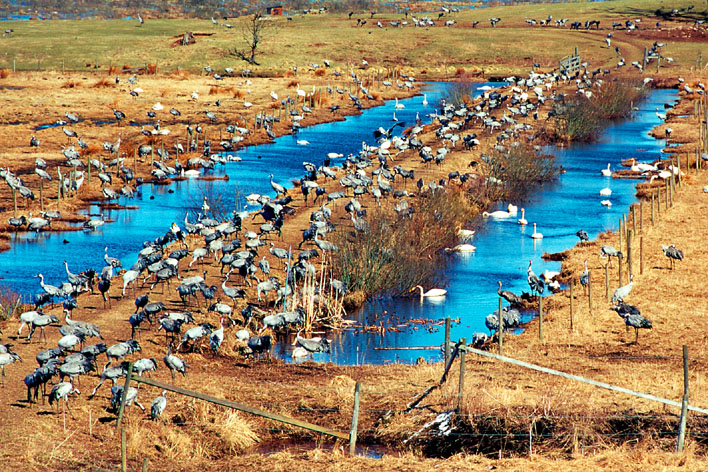
Kraniche am Hornborgasjön

Der heute etwa 30 Quadratkilometer große See fiel im ausgehenden 19. Jahrhundert der Landgewinnung zum Opfer. Durch mehrere Wasserpegelsenkungen verminderte sich seine Fläche auf 4 Quadratkilometer, die schließlich in den 1960er Jahren versumpften. Nach einer umfangreichen Restaurierung, bei der der Wasserspiegel um fast einen Meter gehoben wurde, wurde der See wieder zu einem Vogelparadies, das heute Naturschutzgebiet und durch die internationale Ramsar-Konvention geschützt ist. 
Der See hat eine Tiefe von etwa zwei Metern und ist von einem Schilfgürtel umgeben. Er dient Zugvögeln als Rastplatz im Frühjahr und im Herbst, aber viele Vögel bleiben auch am See und brüten dort. Unter den 100 Vogelarten, die am See beobachtet werden können, sind etwa die Hälfte Zugvögel und die andere Hälfte brütet im oder am See. Unter den Zugvögeln sind vor allem die Kraniche zu nennen, die sich von Mitte März bis Ende September am See und in der Umgebung aufhalten und hier auch brüten. Ihre Zahl kann bis zu 25.000 betragen.

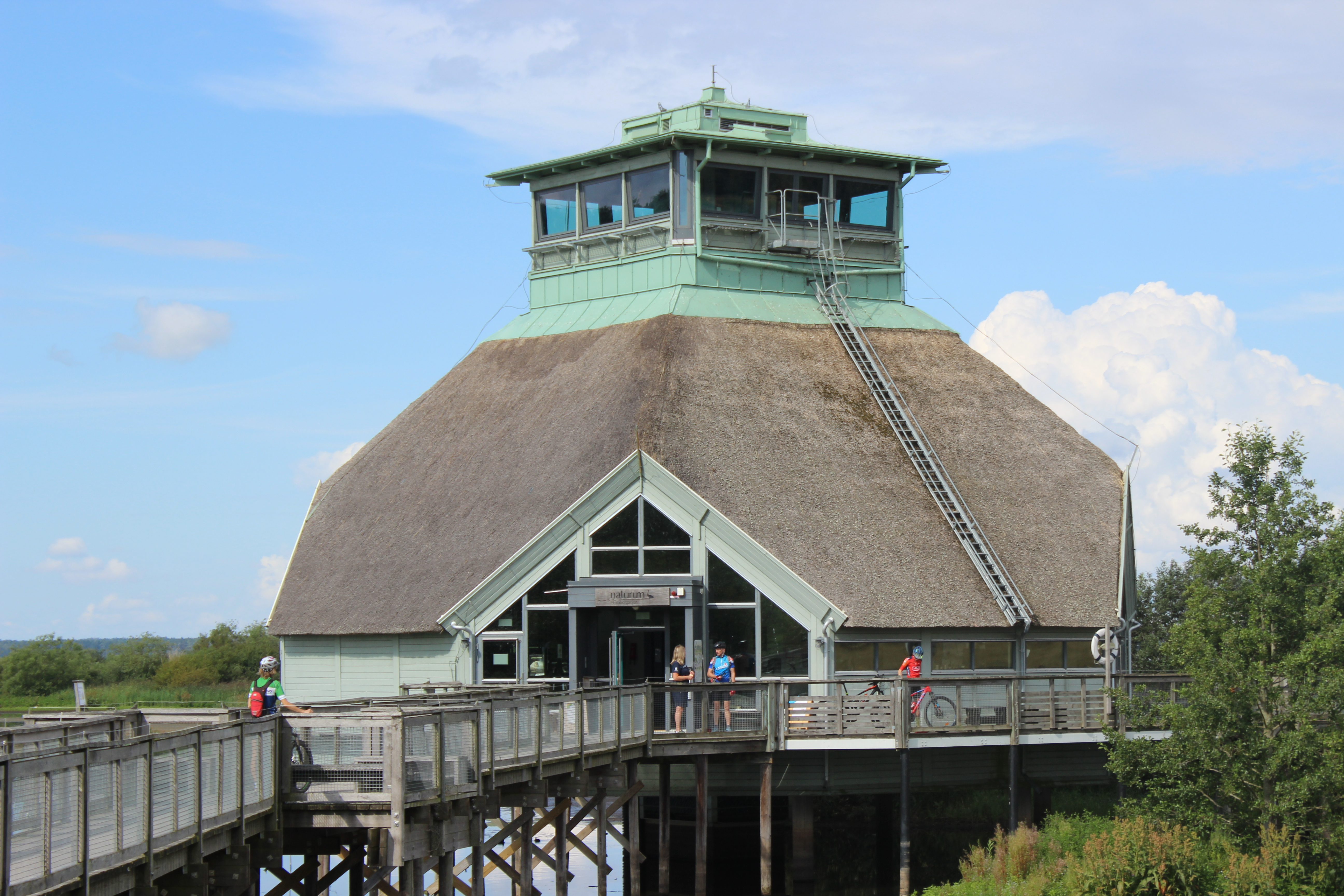
Naturum Hornburga (Vogelstation und Museum)

Am östlichen Seeufer (einige Kilometer nördlich der Ortschaft Broddetorp) befindet sich eine Vogelstation mit Museum und Vogelwarte (Naturum Hornborga). Am Südufer (bei Bjurum) befindet sich eine weitere Vogelstation (Naturum Trandansen), bei der im Frühjahr und Herbst Tausende von Kranichen beobachtet werden können.